# Combretum cordofanum
Combretum cordofanum là một loài thực vật có hoa trong họ Trâm bầu. Loài này được Engl. & Diels mô tả khoa học đầu tiên năm 1899.